# North Edwards
North Edwards is een plaats (census-designated place) in de Amerikaanse staat Californië, en valt bestuurlijk gezien onder Kern County.

## Demografie
Bij de volkstelling in 2000 werd het aantal inwoners vastgesteld op 1227.

## Geografie
Volgens het United States Census Bureau beslaat de plaats een oppervlakte van
33,1 km², geheel bestaande uit land. North Edwards ligt op ongeveer 698 m boven zeeniveau.

## Plaatsen in de nabije omgeving
De onderstaande figuur toont nabijgelegen plaatsen in een straal van 40 km rond North Edwards.